# 游離票
游離票 （swing voter），又稱搖擺選民，指的是在一次選舉未有在事前決定投票意向的人士。這些人比較依靠選舉前夕的宣傳、議題和事件決定立場，而非某候選人或政黨的堅定支持者「死忠選民」。
搖擺選民或中間選民，每次選舉時支持的對象不一樣，會投給不同政治色彩的政黨，此稱為游離票。一般選舉中由於搖擺選民常是致勝關鍵，故為各政黨爭取支持的對象。